# 避難階段

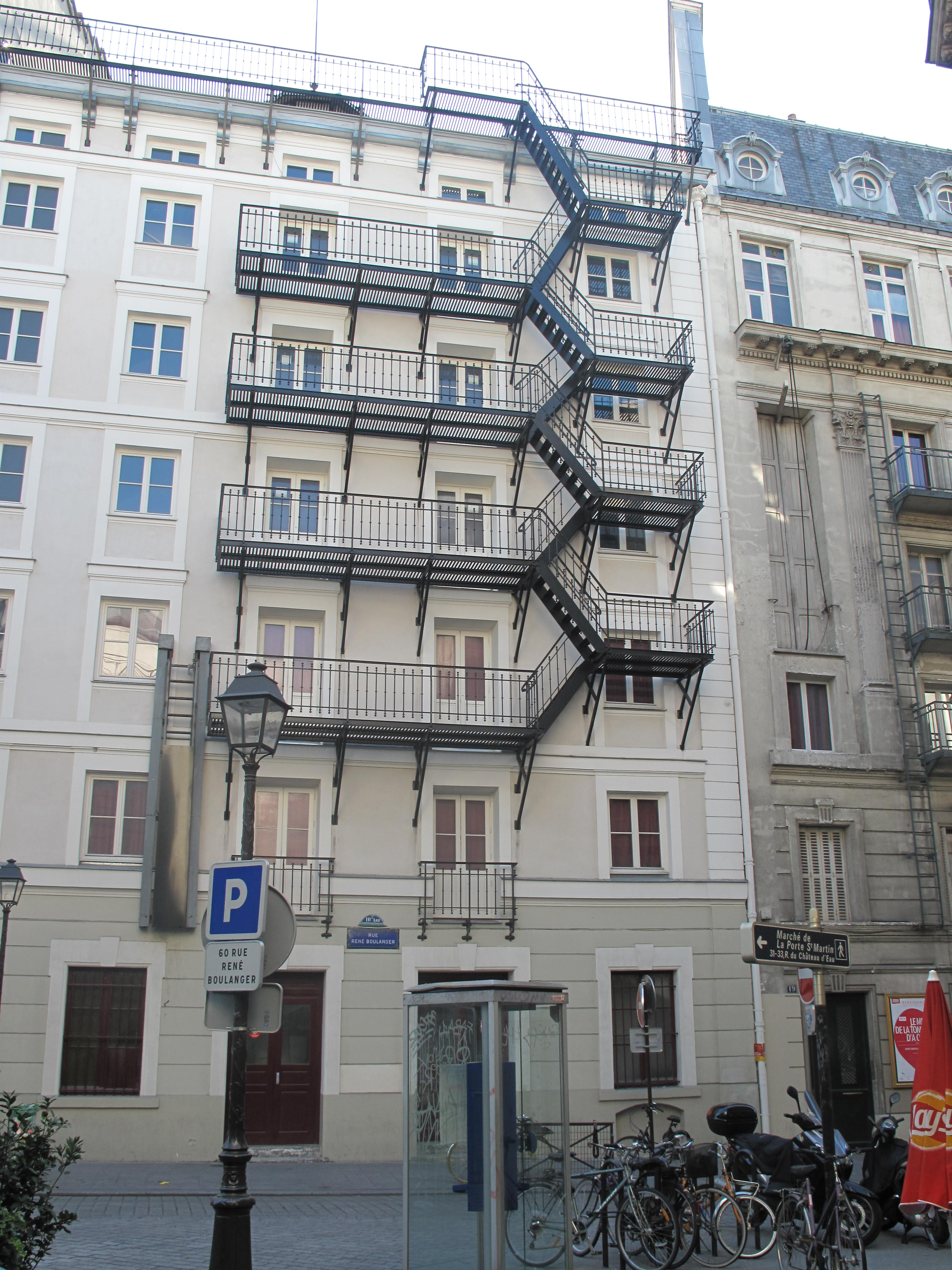
避難階段

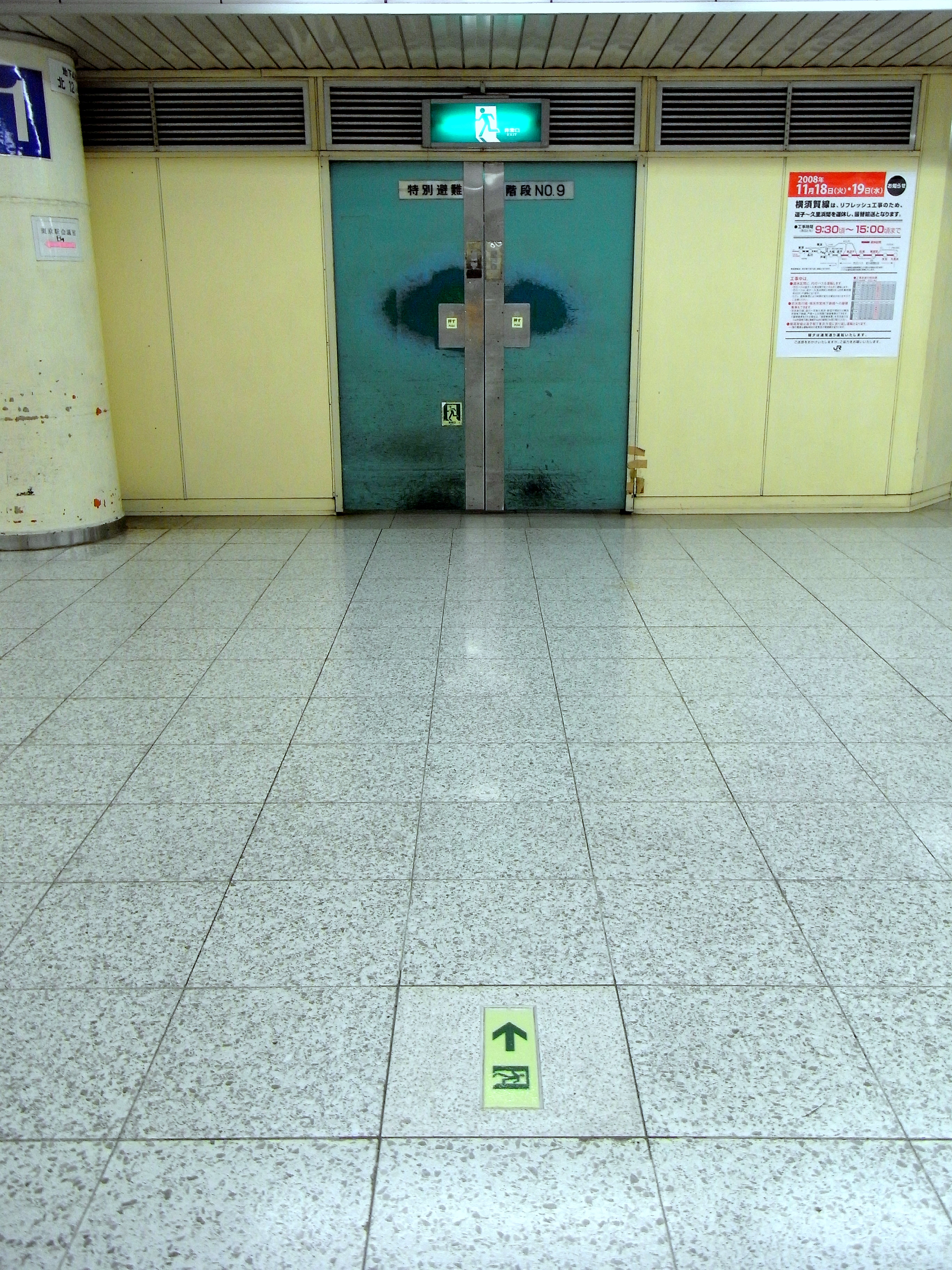
特別避難階段

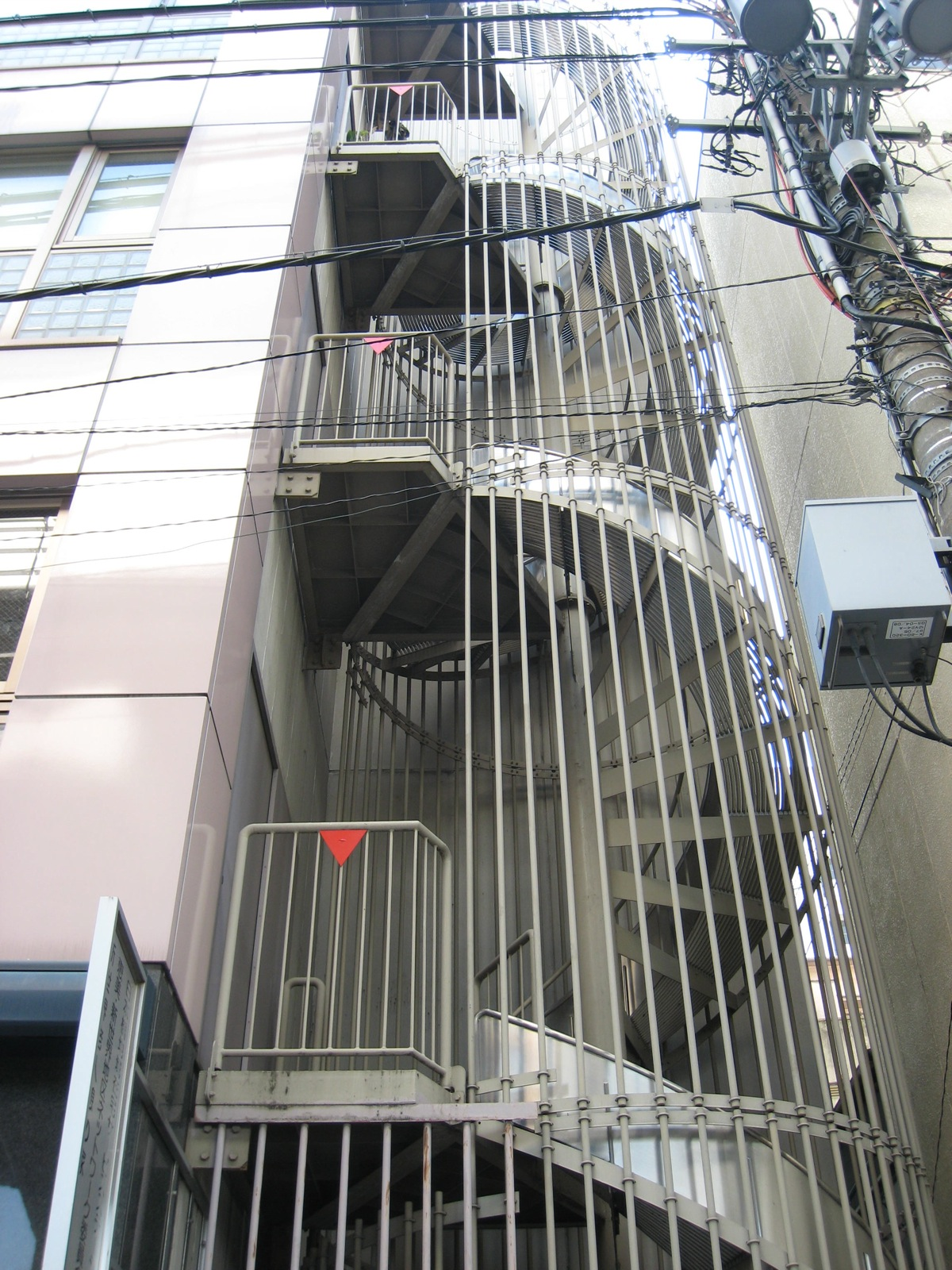
赤い三角マークは、消防隊の進入口を示す印

避難階段（ひなんかいだん）とは、建物に設けられた避難用の階段である。
火災時のような緊急時に多数の人が安全に避難できるように満たすべき基準がそれぞれの国の法令などで規定されている場合が多い。一般には「非常階段」とも呼ばれ、地上に出られる階に直接接続されており、避難時に有効に機能することが担保されている階段を指す。

## 日本
日本の建築基準法では「特殊建築物などで、不特定多数の人が安全に避難できるように設ける」必要がある避難施設として、避難階段と避難通路が示されている。
建築基準法施行令第123条では「火災時などに火炎や煙の侵入を防ぎ安全に避難できることを目的とする階段」とされ、屋内避難階段、屋外避難階段、特別避難階段の3種類に区別されている。
これら3種類は、階段そのものや区画壁を耐火構造で作ることや、天井などを不燃材料とすること、採光用の窓か予備電源を備えた照明設備を設けること、出入口も遮炎性能のある常時閉鎖式や自動閉鎖式の防火戸を設けること、排煙機能などが、細かく構造規定で定められている
日本では、建築物の5階以上の階と地下2階以下の階には避難階段を、15階以上の階と地下3階以下の階には特別避難階段の設置が義務付けられているまた、床面積などの規定に該当する建築物の3階以上の階には直接地上に通じる階段（直通階段）の設置が求められる。
直接地上へ出られる階は「避難階」と呼ばれ、避難階へ直接通じる階段は「直通階段」と呼ばれる。

## ギャラリー

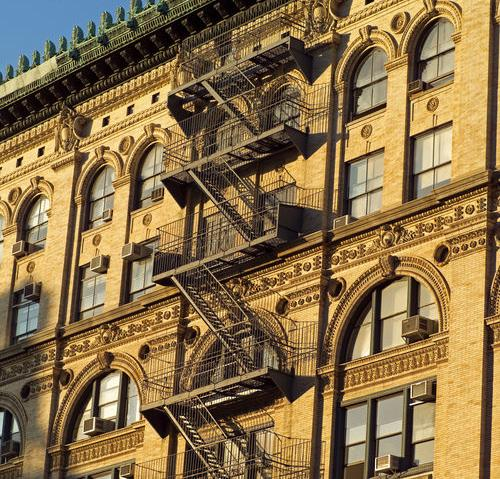
避難階段
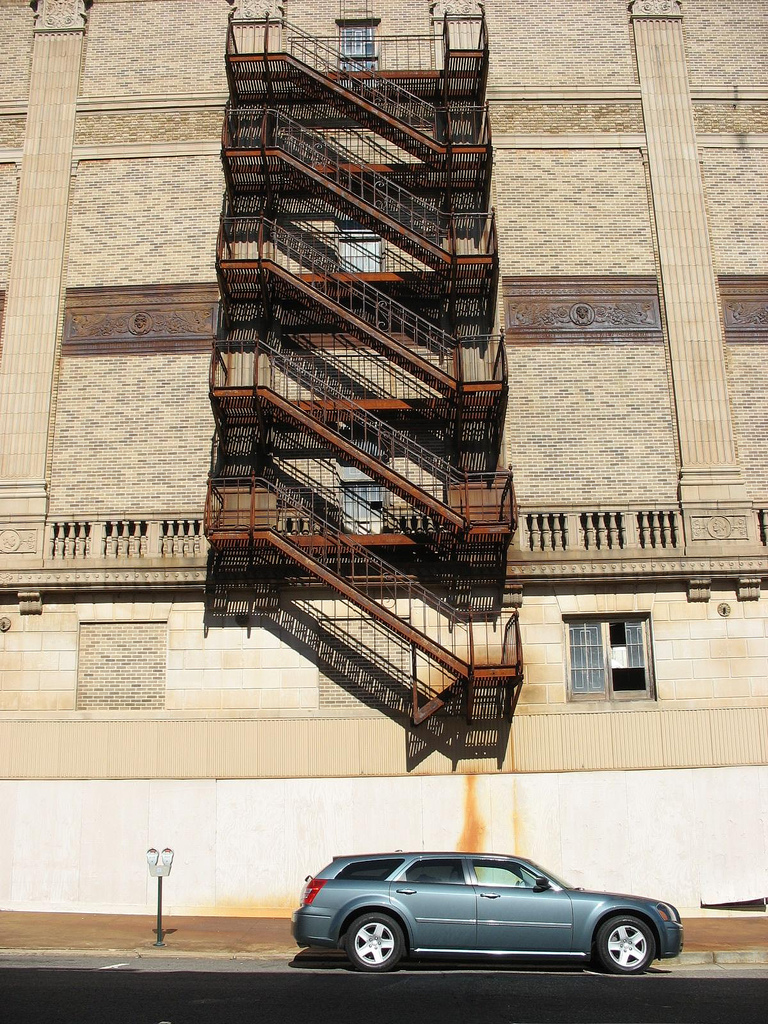
避難階段